# Борђо (Савона)
Борђо је насеље у Италији у округу Савона, региону Лигурија.
Према процени из 2011. у насељу је живело 2167 становника. Насеље се налази на надморској висини од 8 м.